# Richard Wunsch
Richard Karl Franz Georg Wunsch (* 4. August 1869 in Hirschberg; † 13. März 1911 in Tsingtau) war ein deutscher Mediziner am koreanischen Kaiserhof.

## Leben
Richard Carl Franz Georg Wunsch war ein Sohn des Papiermachers und Werkmeisters Friedrich Wunsch (1843–1907) und dessen Ehefrau Pauline Talke (1841–1931). Er machte sein Abitur am Gymnasium seiner Heimatstadt Hirschberg und studierte dann an der Universität Greifswald Medizin bei Friedrich Loeffler. 1894 promovierte er hier über das Thema "Zur Casuistik der Lymphangiome am Thorax nebst Mitteilung eines neuen durch Operation geheilten Falles". Bis Ende 1896 arbeitete Wunsch als Assistenzarzt bei Heinrich Helferich in Greifswald. Danach arbeitete er an Privatkliniken in Arosa und Davos sowie am German Hospital (London).
1899 ging Wunsch als Volontärassistent zu Rudolf Virchow an die Charité. Ab April 1900 war er in Königsberg i. Pr. bei Georg Winter an der Universitäts-Frauenklinik. Im Sommer 1901 reiste Wunsch erneut nach London mit dem Plan, dort eine eigene Praxis zu eröffnen. Hier traf er auf den Mediziner Erwin Bälz, einen Freund seines Lehrers Helferich, der ihn überredete, die Stelle als Leibarzt am Koreanischen Kaiserhof anzunehmen. Er traf Anfang November 1901 im Hafen von Chemulpo ein und nahm seine Tätigkeit am Kaiserhof auf. In Korea machte er die Bekanntschaft des Komponisten Franz Eckert, Leiter der kaiserlichen Hofkapelle, und des Lehrers Johann Bolljahn, Rektor der kaiserlichen Deutschen Sprachschule.

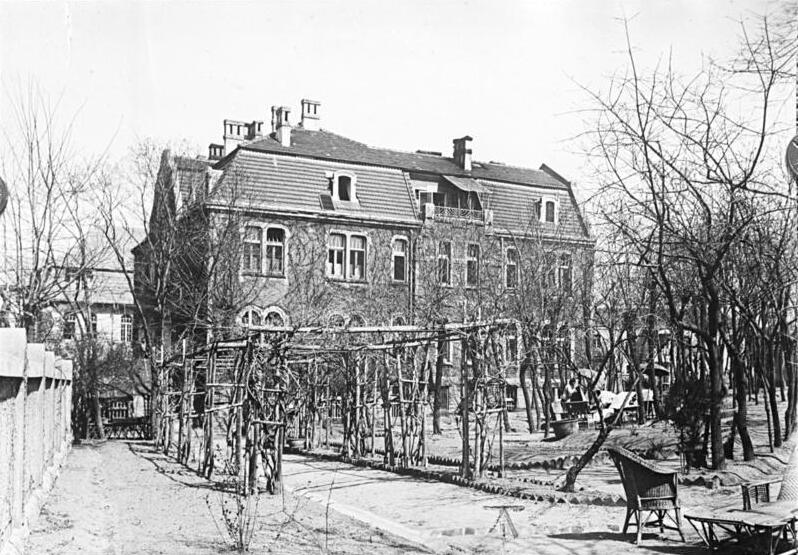
Hauptgebäude des Faber-Hospitals in Tsingtau

1905 ging Wunsch nach Tokio. 1908 folgte er einer Berufung an das Faber-Hospital nach Tsingtau im  deutschen Schutzgebiet Kiautschou in China. Er übernahm dort die Aufgaben Edmund Dippers, der nach Deutschland abreiste. Gemeinsam mit dem Missionar Richard Wilhelm setzte er sich für eine bessere medizinische Versorgung der dortigen Bevölkerung ein. Bei der Pflege eines chinesischen Patienten infizierte sich Wunsch mit Fleckfieber und verstarb daran. Richard Wilhelm hielt die Trauerrede für seinen Freund. Von 1914 bis 1949 trug das Hospital den Namen Dr. Richard Wunsch. Heute erinnert eine Gedenktafel am Faber-Hospital an sein Wirken. Seit 1990 wird in Seoul der Richard Wunsch Medical Price an herausragende koreanische Nachwuchsmediziner verliehen.
Richard Wunsch heiratete 1907 Marie Scholl (1870–1927). Die Tochter Gertrud Claussen-Wunsch (1908–1991) publizierte 1976 und 1983 die Aufzeichnungen ihres Vaters über seine Zeit in Ostasien.